# 코코넛츠무스메
코코넛무스메(ココナッツ娘。)는 하와이주 출신 멤버들로만 구성된 일본의 여성 아이돌 그룹이다. 연예사무소 업프런트 에이전시(현 업프런트 프로모션)에 소속된 헬로! 프로젝트 유닛이다. 2004년 이후로 아야카 1인 솔로 유닛으로서 주로 팬클럽 라이브나 이벤트를 중심으로 활동을 하고 있었다. 지금은 아야카도 헬로! 프로젝트를 졸업하여 전 멤버가 다 졸업한 상태이다.

## 멤버

### 졸업 멤버
- 첼시 칭 (1982년 9월 26일 ~ ) - 미국 하와이주 출신, 중국계 미국인
- 에이프릴 바바란 (1983년 4월 15일 ~ ) - 미국 하와이주 출신, 부모님은 필리핀인
- 다니엘 드라우니 (1983년 9월 10일 ~ ) - 미국 하와이주 출신, 미국 원주민
- 레후아 샌보 (1983년 2월 7일 ~ ) - 미국 하와이주 출신
- 미카 토드 (1984년 5월 28일 ~ ) (일본명 : 쿠로자와 미카 (黒澤美歌)) - 미국 하와이주 오아후섬 출신, 오스트레일리아인 아버지와 일본인 어머니 사이에서 태어남.
- 나가테 아야카 (1981년 10월 30일 ~ ) (본명 : 타니하라 아야카 (谷原絢香), 전본성 : 나가테 (長手), 기무라 (木村)) - 일본 효고현 고베시 출신

## 특징
결성 당시에는 하와이에 사는 여고생 5명으로 구성된 그룹이었지만 그 후 멤버 변화를 거쳐 2002년에는 일본에서 태어난 아야카와 어머니가 일본 출신인 미카만 남게 되었으며 2004년 이후로는 아야카 혼자서 활동하고 있었다. 2008년 4월에는 아야카도 헬로! 프로젝트를 졸업하고 트라이스톤 엔터테인먼트로 이적하면서 전 멤버가 졸업한 상태이다.

## 약력
1998년
- 11월 - 하와이에서《퍼시픽 드림 팝싱어 콘테스트》가 개최되었다.

1999년
- 3월 - 오디션 응모자 1500명 중에서 샤란Q의 마코토에 의한 최종심사에서 합격한 아야카, 미카, 첼시, 에이프릴, 다니엘 등 5명으로 코코넛츠무스메를 결성하였다.
- 7월 - 층쿠♂ 프로듀스로〈ハレーションサマー〉로 데뷔하였다.

이 때 대만에서도《M-CO2》로서 활동.
2000년
- 1월 - 첼시, 에이프릴이 학업 우선을 이유로 졸업, 레후아가 가입.
- 5월 - 코코넛무스메에서 코코넛무스메。로 개명.

2001년
- 1월 - 미카가 미니모니。에 참가.
- 5월 - 다니엘이 학업 우선을 이유로 졸업.

2002년
- 2월 - 레후아가 학업 우선을 이유로 졸업.
- 7월 - 아야카가 풋치모니에 가입.

2003년
- 8월 - 아야카가 로망스에 참가.

2004년
- 5월 2일 - 미카가 로스앤젤레스에 유학을 떠남에 따라 아야카가 단독으로 활동을 개시.

2008년
- 4월 30일 - 아야카 졸업. 트라이스톤 엔터테인먼트로 이적. 약 9년에 걸쳐 활동한 이 유닛은 전 멤버가 졸업했다.

## 음악

### 싱글
1. ハレーションサマー／サマーナイトタウン (English Version) (1999년 7월 23일)
  - 양 A면 싱글. 커플링곡은 없음.
    - 〈ハレーションサマー〉는 테레비도쿄 계열 애니메이션《쿄로짱》첫 번째 오프닝 테마송. 후에 Berryz코보가 앨범에서 커버.
    - 〈サマーナイトタウン (English Version)〉은 모닝구무스메。두 번째 싱글을 영어 가사로 번역하여 커버.
2. DANCE & CHANCE (1999년 8월 25일)
  - 커플링：DANCE & CHANCE (English Version)／ズルい女 (English Version)
    - 첼시 · 에이프릴 마지막 참가 싱글
    - 《풋치베스트 ~황청적~》앨범에〈DANCE & CHANCE (English Version)〉이 수록.
3. 常夏娘 (2000년 5월 17일)
  - 커플링：常夏娘 (レゲエバージョン)
    - 이 곡부터 유닛명에 ‘。’를 표시.
    - 레후아 첫 참가 싱글
4. 私も「I LOVE YOU」(2000년 7월 26일)
  - 커플링：私も「I LOVE YOU」(SAMBA DE CoCo Remix)
    - 다니엘 마지막 참가 싱글
    - 하우스식품《오자크》의 CM송.
5. 情熱行き 未来船 (2001년 8월 22일)
  - 커플링：恋人ブギウギ！
    - 레후아 마지막 참가 싱글
    - 이후, 미카 · 아야카가 졸업 때까지의 참가하는 싱글로서는 마지막이 되었다.

※ 네 번째 싱글까지는 소니 뮤직 레이블에서, 다섯 번째 싱글은 업프런트 워크스 레이블에서 발매되었다.

### 옴니버스 앨범 수록곡
1. サマーナイトタウン (English Version)
  - 풋치베스트 DVD ~황청적~ 트랙：14
2. DANCE & CHANCE (English Version)
  - 풋치베스트 DVD ~황청적~ 트랙：15
3. 情熱行き 未来船
  - 풋치베스트2 DVD ~3 · 7 · 10~ 트랙：10
4. Mr.Moonlight ~愛のビッグバンド~ (ハワイアン Version)
  - 풋치베스트3 CD 트랙：15

### 비디오 · DVD
- 1st 비디오〈ココナッツ娘〉(1999년 10월 21일)

### 옴니버스 DVD 수록곡
1. サマーナイトタウン (English Version)
  - 풋치베스트 DVD ~황청적~
2. DANCE & CHANCE
  - 풋치베스트 DVD ~황청적~
3. 情熱行き 未来船
  - 풋치베스트2 DVD ~3 · 7 · 10~

## 출연

### 텔레비전
- 미소녀교육 (2001년 4월 ~ 9월, TX계열：테레비도쿄)
- 미소녀교육Ⅱ (2002년 4월 ~ 9월, TX계열：테레비도쿄)

모두 프로그램 내 코너《AYAKA의 돌격 영어 회화》에 아야카만 레귤러로 출연

### 콘서트
- 모닝구무스메。CONCERT TOUR 2001 “라이브 레볼루션 여름” (2001년 8월 4일 ~ 9월 30일, 12개 도시 19회 공연) - 게스트로서 출연.
- 모닝구무스메。CONCERT TOUR 2002 봄 “LOVE IS ALIVE!” (2002년 3월 30일 ~ 4월 28일, 6개 도시 20회 공연) - 게스트로서 출연.
- 모닝구무스메。CONCERT TOUR 2002 여름 “LOVE IS ALIVE!” (2002년 8월 3일 ~ 9월 23일, 11개 도시 22회 공연) - 게스트로서 출연.
- 모닝구무스메。CONCERT TOUR 2002 가을 “LOVE IS ALIVE!” (2002년 10월 26일 ~ 11월 30일, 7개 도시 7회 공연) - 게스트로서 출연.
- 모닝구무스메。CONCERT TOUR 2003 봄 ~NON STOP!~ (2003년 3월 27일 ~ 5월 5일, 7개 도시 20회 공연) - 게스트로서 출연.
- 모닝구무스메。CONCERT TOUR 2003 ~15명이서 NON STOP!~ (2003년 8월 16일 ~ 10월 5일, 10개 도시 17회 공연) - 게스트로서 출연.
- 모닝구무스메。CONCERT TOUR 2004 봄 ~The BEST of Japan~ (2004년 4월 3일 ~ 5월 2일, 3개 도시 12회 공연) - 게스트로서 출연.
- 하로☆프로 온 스테이지! 2006 일본 청년관 공연「우정과 마법의 트럼프 ~스타 카쿠야우라 이야기~」(2006년 2월 15일 ~ 19일, 1개 도시 2회 공연)

### 뮤지컬
- LOVE 센츄리 -꿈은 꾸지 않으면 시작되지 않아- (2001년 5월 3일 ~ 27일, 모닝구무스메。주연)
- 켄&메리의 밀가루 온 스테이지! (2003년 2월 5일 ~ 23일, 고토 마키 주연)
- 에도아가씨。추신구라 (2003년 5월 31일 ~ 6월 29일, 모닝구무스메。주연)
- 작별의 LOVE SONG (2004년 2월 18일 ~ 29일, 고토 마키 주연)
- 신비한 소녀 탐정 캬라&메루 (2005년 3월 18일 ~ 4월 10일, W 주연)

### CM
- 하우스 식품《오자크》

## 서적

### 사진집
1. 아야카 1st 솔로 사진집《AYAKA - アヤカ写真集》(2003년 9월 5일, 와니북스) ISBN 4-8470-2771-X

### 그 외
1. MIKA의 살아있는 영어회화 (2002년 5월 1일, 쇼가쿠칸)
2. 코코넛무스메。의 즐거운 하와이 유학 (2002년 8월 5일, 와니북스)